# 丘巴 (密蘇里州拉法葉縣)
丘巴（英語：Cuba）是位於美國密蘇里州拉法葉縣的鬼鎮。

## 地理
丘巴所處的海拔為高於海平面264米（即866英呎），而該地所採用的時區為UTC-6，即北美中部時區（CST）。同時該地設有夏令時間，為UTC-6調快一小時，即UTC-5（CDT）。